# Südamerikanischer Nasenbär

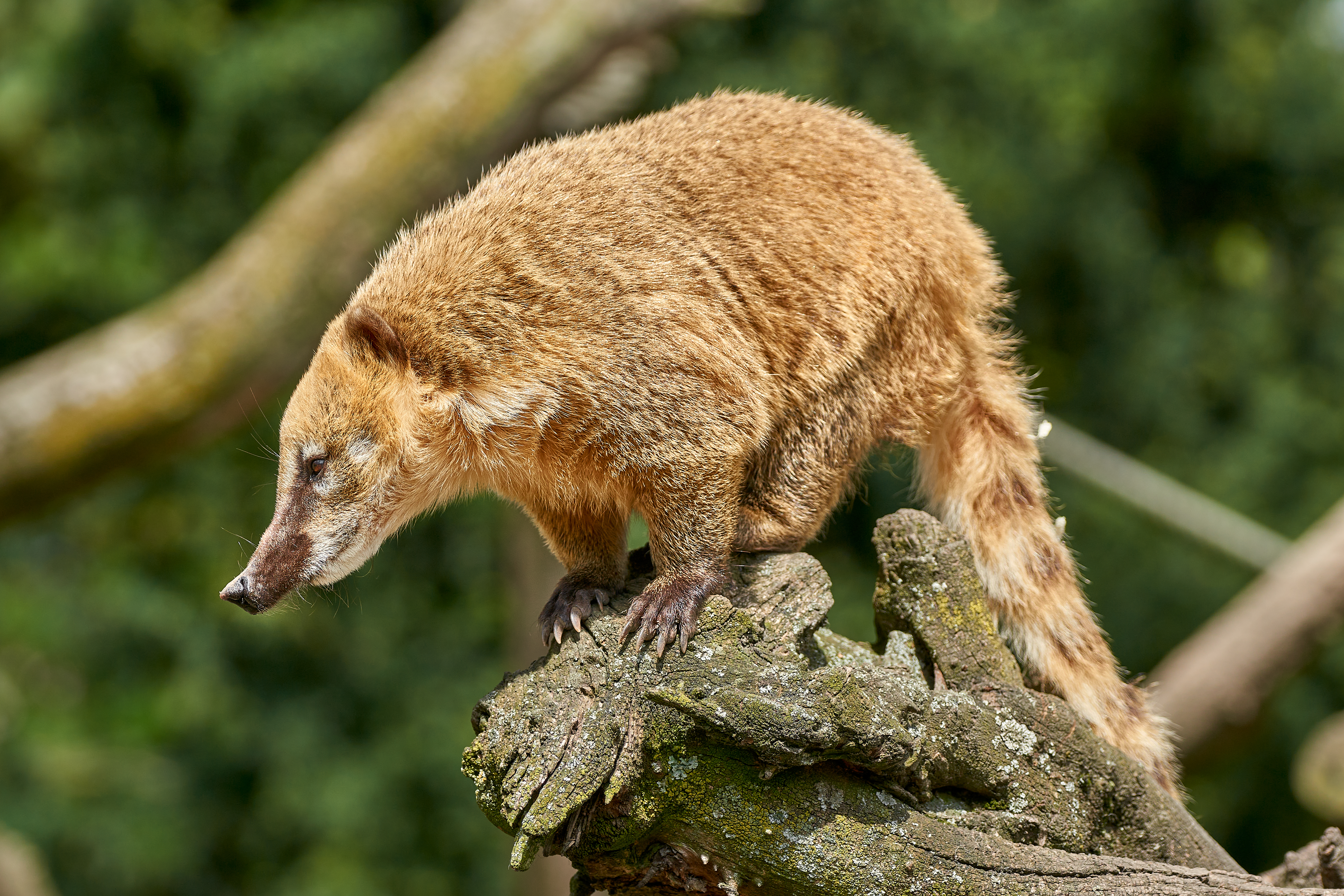
N. nasua im Profil

Der Südamerikanische Nasenbär (Nasua nasua) ist eine Raubtierart aus der Familie der Kleinbären (Procyonidae). 

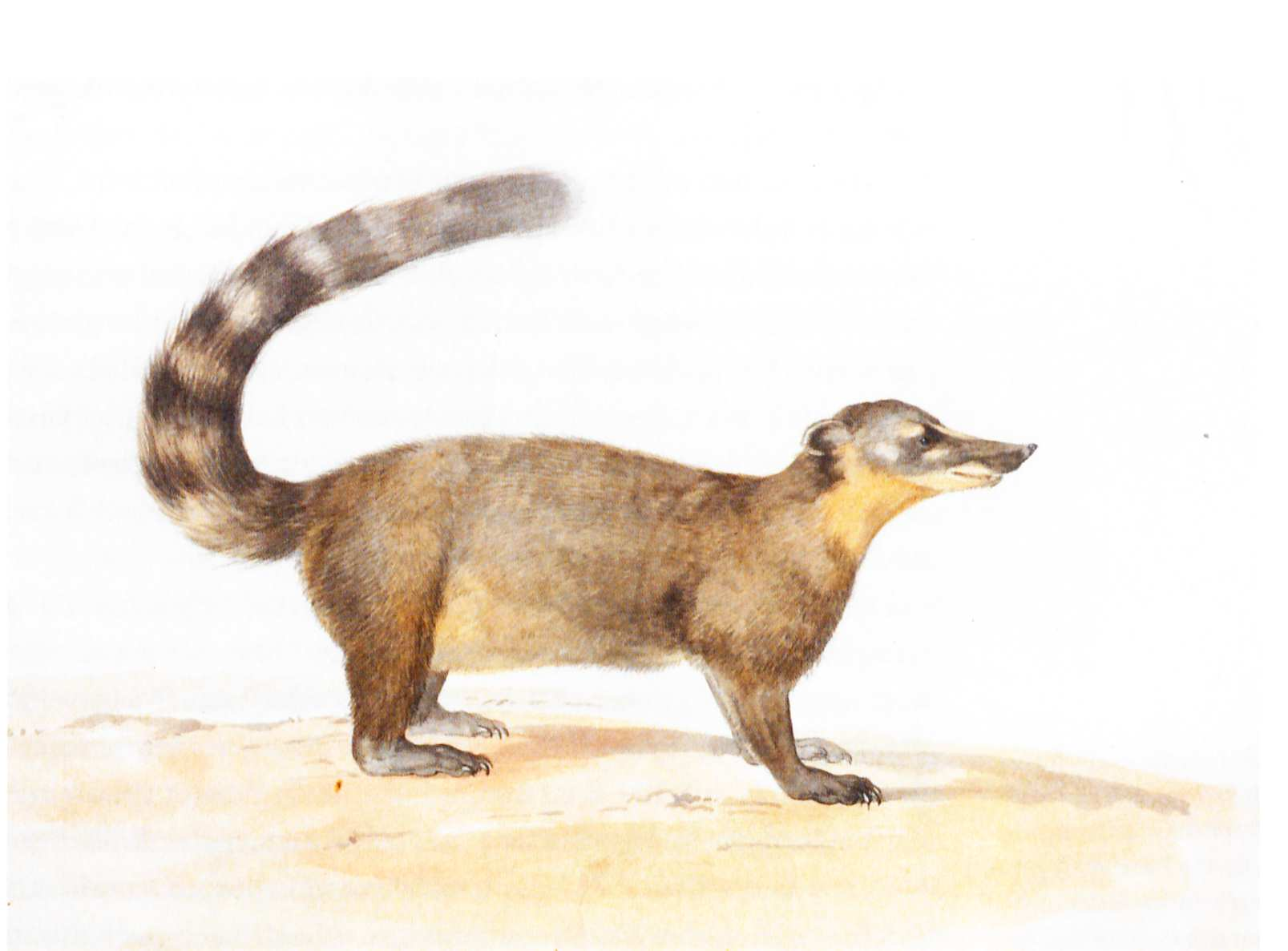
Johann Moritz Rugendas: Nasenbär auf der Langsdorffschen
Expedition in Brasilien 1822

## Beschreibung

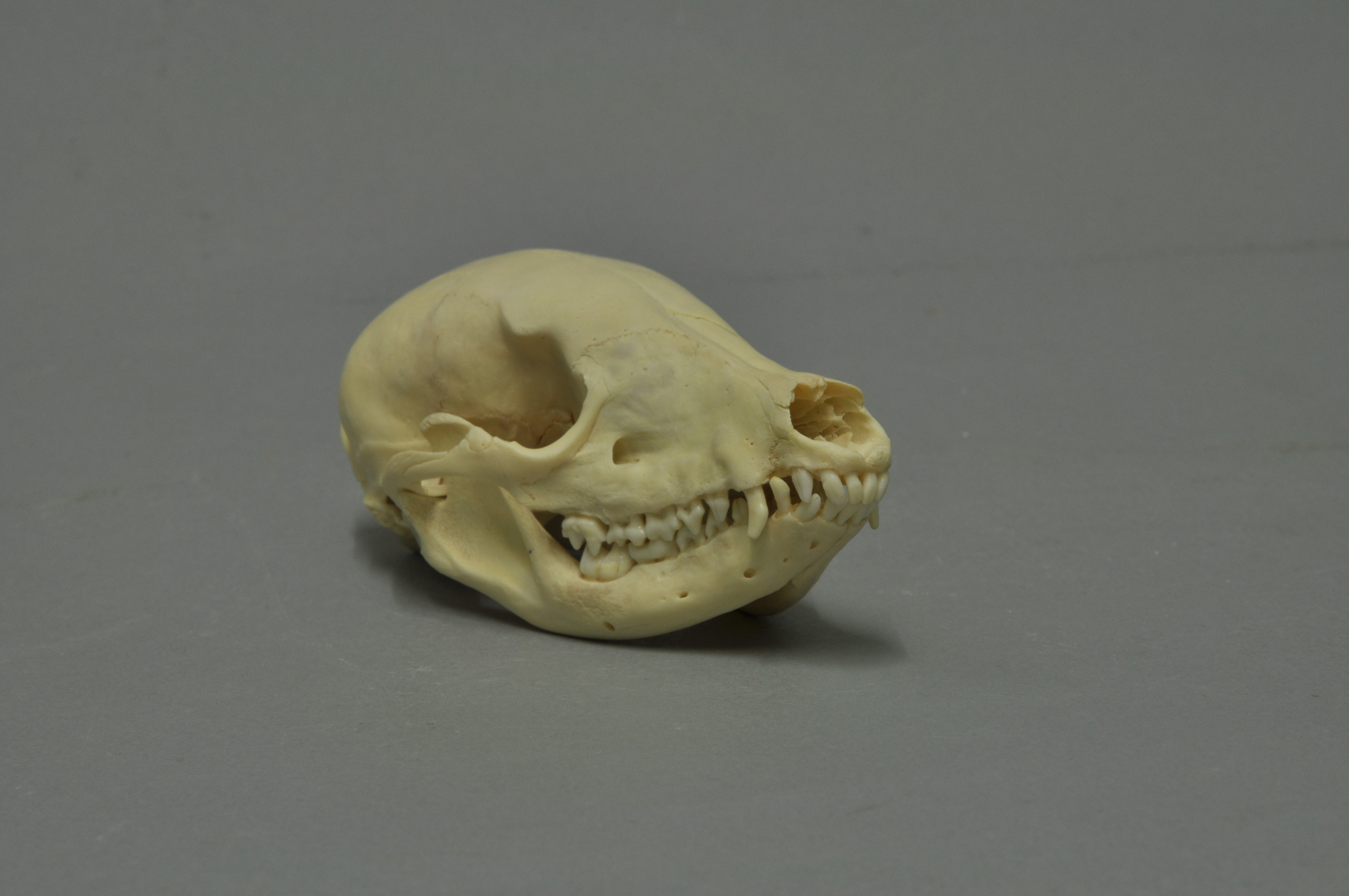
Schädel (Sammlung Museum Wiesbaden)

Die Fellfärbung der Südamerikanischen Nasenbären variiert von rötlichbraun bis grau, die Unterseite ist heller, nahezu weißlich. Die kurzen, kräftigen Füße sind schwarz gefärbt, der Schwanz ist auffallend geringelt. Der langgestreckte Kopf ist durch die verlängerte Schnauze charakterisiert, diese ist sehr beweglich und dient dazu, im Boden nach Nahrung zu suchen. Entlang der Schnauze sind weiße Zeichnungen zu sehen, diese sind aber weniger stark ausgeprägt als beim Weißrüssel-Nasenbären. Die Ohren sind kurz und abgerundet. Südamerikanische Nasenbären erreichen eine Kopfrumpflänge von 41 bis 67 Zentimeter, eine Schwanzlänge von 32 bis 69 Zentimeter und ein Gewicht von 3,5 bis 6 Kilogramm.

## Verbreitungsgebiet und Lebensraum

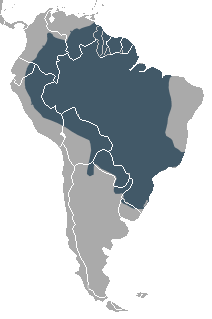
Verbreitungsgebiet

Diese Tiere leben in nahezu ganz Südamerika, von Kolumbien, Französisch-Guyana und Venezuela bis Uruguay und das nördliche Argentinien. Ihr Lebensraum sind Wälder aller Art, von tropischen Regenwäldern über Flusswälder bis Gebirgswälder in 2500 Meter Seehöhe.
Der Südamerikanische Nasenbär ist 2016 in die „Liste der unerwünschten Arten“ für die Europäische Union aufgenommen worden.

## Lebensweise

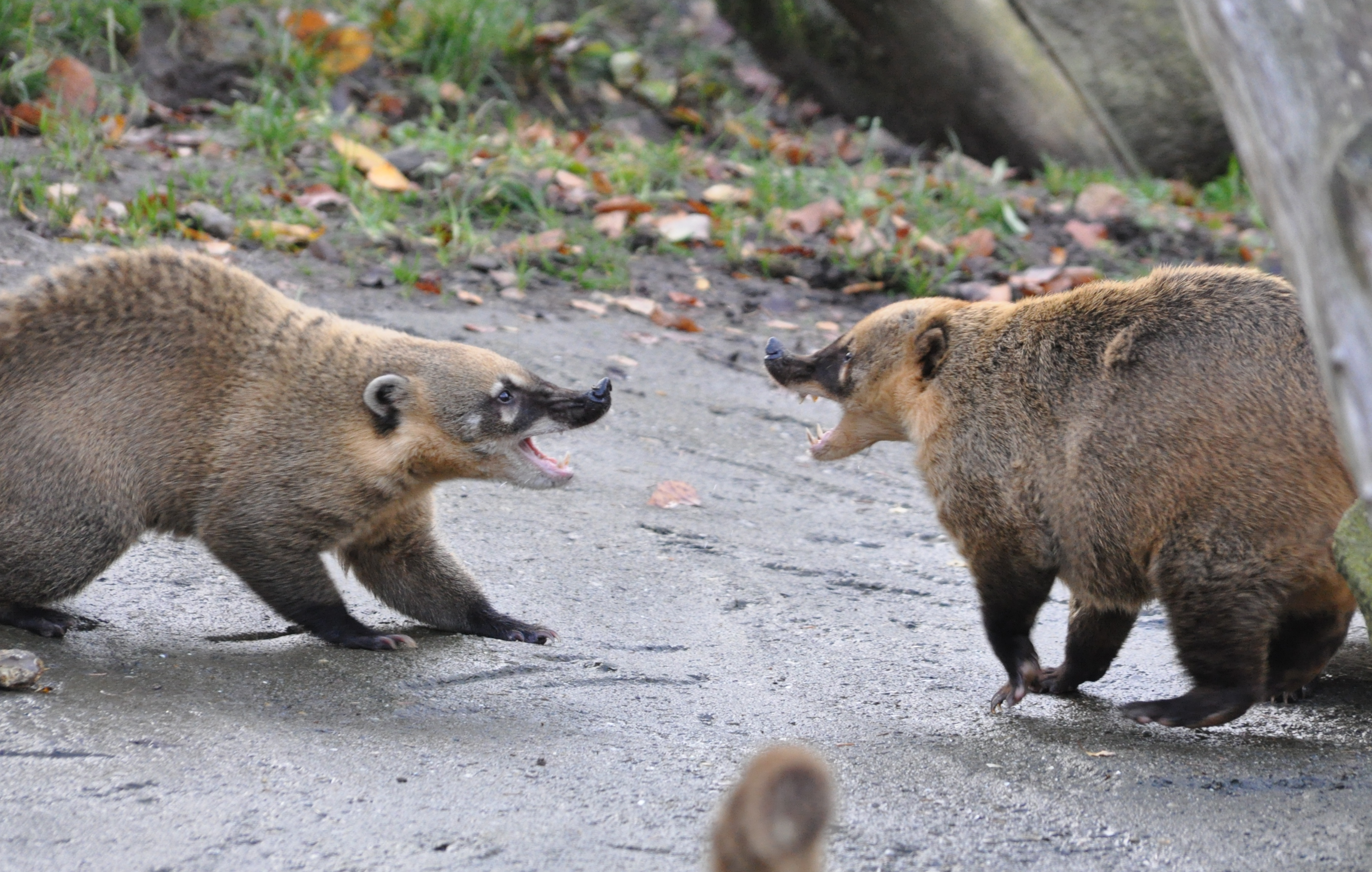
Südamerikanische Nasenbären im Streit

Südamerikanische Nasenbären sind in erster Linie tagaktiv. Die Nahrungssuche erfolgt vorwiegend am Boden, zum Schlafen, zur Paarung und zur Geburt der Jungtiere klettern sie auf Bäume, auch können sie sehr gut schwimmen. Bei der Fortbewegung am Boden wird der Schwanz senkrecht in die Höhe gestreckt, beim Klettern dient er zur Balance. 
Weibchen und Jungtiere leben in Gruppen von vier bis 20 Tieren, während Männchen Einzelgänger sind. Männliche Tiere sind territoriale Tiere, die ihre Reviere vehement gegen Geschlechtsgenossen verteidigen. Die Gruppen aus Weibchen und Jungtieren zeigen ein weniger ausgeprägtes Territorialverhalten.

## Nahrung
Südamerikanische Nasenbären sind Allesfresser, die sich sowohl von pflanzlicher Nahrung wie Früchten als auch von tierischer Nahrung wie Insekten und deren Larven, Spinnen, Skorpionen, kleinen Wirbeltieren und Aas ernähren.

## Fortpflanzung
Zur Fortpflanzungszeit erlaubt eine Gruppe einem Männchen, sich zu nähern. Dieses ordnet sich durch Fellpflege und anderes unterwürfiges Verhalten den Weibchen unter, danach paart es sich mit allen Tieren und wird anschließend wieder vertrieben.
Nach einer rund 74 bis 77 Tage langen Tragzeit bringt das Weibchen drei bis sieben Jungtiere zur Welt. Zur Geburt zieht es sich in ein Blätternest in den Bäumen zurück, rund fünf bis sechs Wochen später schließt es sich mit den Jungtieren wieder der Gruppe an. Mit vier Monaten werden diese entwöhnt und erreichen die Geschlechtsreife mit rund zwei Jahren. Das höchste bekannte Alter eines Tieres in menschlicher Obhut betrug über 17 Jahre.

## Bedrohung
Zu den natürlichen Feinden der Südamerikanischen Nasenbären zählen Greifvögel, Riesenschlangen und Katzen wie Pumas, Jaguare und Jaguarundis. Vom Menschen werden sie gejagt, weil sie manchmal Hühnerställe plündern und in Vorratskammern Verwüstungen anrichten. Sie sind weit verbreitet und zählen nicht zu den bedrohten Arten.